# ぜにや
株式会社ぜにやは、三重県津市に本社を置くスーパーマーケット運営会社。津市内で「食材工房ぜにや」を展開する。他社とは違ったこだわりの食材を取りそろえることで差別化を図っている。
三重県庁が推進する「食の安全・安心ミニ情報」の協力店である。

## 概要
地域の小学校の社会見学、中学校の職場体験、高等学校のインターンシップの受け入れや出前授業の実施などのキャリア教育支援事業や、社員の能力を発揮できるような職場づくりを行っており、2009年（平成21年）11月25日に津商工会議所から優良企業として地域貢献分野で表彰されている。
会社は幾度も経営危機を切り抜けており、東紀州商工会広域連合などが主催する「平成22年度中小企業応援センター事業」のビジネススクール第2回に社長(当時)の濱野章が講師として招かれた。
2010年（平成22年）には、御浜町商工会（南牟婁郡御浜町、10月21日開講）と紀北町商工会（北牟婁郡紀北町、10月22日開講）で経験を語った。

### 店舗
- 三重県津市
  - あのう店 - 安濃町曽根741
  - 一身田店 - 一身田町291-1
  - 芸濃店 - 芸濃町椋本706-10

## 沿革
- 1913年（大正2年） - 創業[4]。
- 1959年（昭和34年） - 6月 設立[4]。
- 1963年（昭和38年） - 9月 津商工会議所入会[4]。
- 2009年（平成21年） - 10月 株式会社玉城と合併。